# 彭怡平
彭怡平（1966年—），是台灣女性藝術家、攝影師、作家、策展人、紀錄片導演、影評人。現任風雅堂藝術總監、第1屆、第二屆社團法人台灣攝影文化交流協會理事長、曾任台灣女性藝術協會常務理事。
她致力於研究女性主題，並以藝術創作的方式，引起人們對女權議題的重視。

## 生平
彭怡平在1966年出生於高雄市。畢業於台灣大學歷史系，畢業後前往法國求學，取得法國巴黎第一大學造型藝術所電影電視系博士學位。
在法國求學時，母親因憂鬱症選擇自殺，讓彭怡平體悟到：「世界上有多少女性像我母親一樣強顏歡笑，為了子女、丈夫與家人而犧牲了自己？」
因為傳統的思想，讓母親沒有實踐自己的機會。
而透過維吉尼亞·吳爾芙在《自己的房間》一書得到啟發
|  | 吳爾芙：「女性若想要寫作，一定要有錢和屬於自己的房間。」 |

在1993年至2015年間走訪五十多國，進入超過兩百多位女性的房間訪問，並拍攝出《女人的房間-Heroom》系列攝影作品，並於2016年2月在台灣當代藝術館展出，同年9月於法國巴黎女性空間(Espace des femmes）展出，透過了解女性與空間的關係，探討在父權政治下女性的空間結構與權力關係。 她提到：
「我期待如實傳達出當代女性真實的內心世界，還原這些女性真實的面貌，避免更多悲劇的發生。」

## 作品

### 書籍
- 1998 《隱藏的美味》
- 1998 《名廚的畫像》
- 1999 《開麥拉美味幻想曲》
- 2000 《我愛拉麵》
- 2002 《巴黎．夜．爵士》
- 2004 《巴黎電影院》
- 2001 《紅色列車》商智出版
- 2005 《電影巴黎》
- 2009 《她的故事：世界女性群像之一》
- 2010 《安格爾的小提琴：巴黎與巴黎人的故事》
- 2012 《隱藏的美味》
- 2013 《尋味法國：攝影家的美食之旅》
- 2014 《爵士巴黎：攝影家的音樂之旅》
- 2014 《彭怡平的藝術筆記1》
- 2015 《女人的房間》
- 2019 《這才是法國》[6]

### 精選個人攝影展
- 2003 《巴黎‧夜‧爵士》
- 2009 《她的故事》，展出於台灣新光三越Fayaque攝影藝廊、里昂亞洲藝術節與巴黎的Hautefeuille藝廊[7][8]。
- 2010 《印象巴黎》[9]
  - 04/01 – 06/30 Part I 《藝術巴黎》，L’etoile
  - 04/01 – 06/30 Part II 《巴黎人》、《流動的生活饗宴》，何嘉仁書店民權店
  - 08/01 – 08/31 Part III 《藝術巴黎》、《巴黎人》、《流動的生活饗宴》，新光三越台中店 9F「法雅客攝影走廊」
  - 06/30至今Part IV， ttoopp 線上藝廊
- 2015 《Herstory》，桃園市政府文化局3F第一展覽室
- 2016 《女人的房間─彭怡平個展》，MOCA台北當代藝術館、北京798映藝術中心│映畫廊、法國巴黎女性空間(Espace des femmes）
- 2017 《女巫的房間》，高雄市立美術館

## 獲獎
- 1995年《Marianne的櫥櫃》獲 法國Esec電影學院 最佳短片劇本獎
- 1998年《名廚的畫像》 獲 誠品選書
- 2002年《巴黎‧夜‧爵士》獲 法國在台協會2002年度藝術家獎金贊助
- 2007年 《她的故事》獲 法國《Marie Claire》2006~2007年度最佳報導
- 2008年 《她的故事》入圍 「第四屆Tivac365傳統攝影獎」
- 2009年 世界女性群像之二《女人的房間》獲《國家藝術基金會》文學創作類贊助。
- 2010年 獲選為 台北文化局《藝響空間》藝術家。
- 2013年 獲選為 Lady格調2013年度最具影響力十大人物。[10]

## 爭議
2019年11月24日，彭怡平在個人臉書上發表一篇描述深坑週五遇雨，老闆說如果週末逢雨，台客也不出現，那就真的要完蛋了。面對八萬元月房租壓力，擔心景氣一這樣下去想跳河的遊記作品。但其本人在文章下方回覆臉書書友留言時，表明自己不在台灣，引發其他網友懷疑是杜撰的假消息。
事發當時媒體《鏡周刊》發出多篇密集的報導，據該系列報導所述，彭怡平解釋該事件為親友親身經歷，並張貼當時當地取得的統一發票證明家人有到當地購物消費。不過懷疑真實性的網友認為發票所載購買商品與照片中的特產不符，以及當天氣象局天氣預報為晴天，以質疑其文章的真實性。隨後，彭怡平發文認為爭議文章係「以藝術性的手法寫下一段故事」，認為是表現手法的自由。相關文章在當時引起討論並有媒體引述，但隨後一般臉書帳號使用者已無法閱讀。
事後，經東森新聞記者親訪深坑老街證明深坑當日的確有雨且遊客稀少，與彭文描述情境相符。不過此爭議仍引來網友對彭怡平在中文維基百科的條目做惡搞式的修改。彭怡平於是提告網友以及台灣維基媒體協會秘書長王則文、協會監事長簡翔泰、前監事長陳瑞霖以及理事長張遠。
2021年3月，彭怡平提告網友官司出爐。彭怡平被檢察官傳喚到庭時，表示她是根據她先生所述才寫下那篇文章，檢察官調查後，認為彭女當時的確不在台灣，而媒體及網友等人，是根據彭女的文章做出合理評論，並無妨害名譽故意，處分不起訴。同年7月29日，檢方宣布不起訴台灣維基媒體協會4人。